# Nemo Peak
Nemo Peak är en bergstopp i Antarktis. Den ligger i Västantarktis. Argentina, Chile och Storbritannien gör anspråk på området. Toppen på Nemo Peak är 865 meter över havet.
Terrängen runt Nemo Peak är huvudsakligen kuperad, men norrut är den bergig. Havet är nära Nemo Peak åt nordost. Trakten är glest befolkad. Närmaste befolkade plats är Gonzalez Videla Station, 19,8 km öster om Nemo Peak. 